# Курбанмамедов, Рахим Мухамедович
Рахим Мухамедович Курбанмамедов (туркм. Rahym Muhamedowiç Kurbanmämmedow; род. 3 октября 1963, Ашхабад) — советский и туркменский футболист, главный тренера футбольного клуба «Мерв». Заслуженный тренер Туркменистана.

## Биография
Выступал за ашхабадский «Копетдаг» во второй лиге и «Звезду» (Джизак) в первой лиге СССР.

## Тренерская карьера
Руководил ашхабадской «Нисой» и ФК «Ашхабад».
В сезоне 2005 года — главный тренер узбекского «Навбахора» из Намангана. В декабре 2008 снова позвали в «Навбахор», но уже в феврале переведён на должность спортивного директора. В октябре 2009 покинул «Навбахор».
С сентября 2002 — ассистент главного тренера сборной Туркменистана, с октября 2003 по март 2009 возглавлял сборную Туркменистана.
При нём сборная Туркменистана добилась лучшего результата за всю историю — после Кубка Азии 2004 года, входила список 100 лучших сборных по рейтингу ФИФА (86 место в апреле 2004 года).
С 2013 года возглавлял балканабадаский «Балкан». В сентябре 2013 года в составе «Балкана» стал обладателем Кубка президента АФК 2013.
В 2014 году был вновь назначен главным тренером сборной Туркменистана, в июне 2014 года за неудовлетворительную игру сборной в финальном турнире Кубка вызова АФК, по итогам которого туркменские футболисты не смогли выйти из группы, был освобождён от должности.
В 2015 году перед самым началом чемпионата возглавил дебютанта высшей лиги — «Энергетик».
В 2016 году завоевал бронзовые медали высшей лиги Туркменистана с ФК «Энергетик».
В 2017 году перешёл в футбольный клуб «Шагадам» из Туркменбаши.
В ноябре 2021 года он сменил на посту главного тренера команды ФК «Мерв» Махтумкули Бегенчева.

## Статистика
| Сезон   | Клуб            | Лига        | Чемпионат | Чемпионат |
| Сезон   | Клуб            | Лига        | Игры      | Голы      |
| ------- | --------------- | ----------- | --------- | --------- |
| 1981    | Колхозчи        | Вторая лига | ?         | ?         |
| 1982    | Колхозчи        | Вторая лига | ?         | ?         |
| 1983    | Колхозчи        | Вторая лига | 25        | 1         |
| 1984    | Колхозчи        | Вторая лига | 25        | 0         |
| 1985    | Звезда (Джизак) | Первая лига | 25        | 0         |
| 1986    | Копетдаг        | Вторая лига | 20        | 2         |
| 1987    | Копетдаг        | Вторая лига | 29        | 0         |
| 1988    | Копетдаг        | Вторая лига | 31        | 0         |
| 1989    | Копетдаг        | Вторая лига | 38        | 0         |
| 1990    | Копетдаг        | Вторая лига | 33        | 1         |
| 1991    | Копетдаг        | Вторая лига | 40        | 0         |
| 1992    | Копетдаг        | Высшая лига | ?         | ?         |
| 1993    | Копетдаг        | Высшая лига | ?         | ?         |
| 1994    | Копетдаг        | Высшая лига | ?         | ?         |
| 1995    | Копетдаг        | Высшая лига | ?         | ?         |
| 1996    | Копетдаг        | Высшая лига | ?         | ?         |
| 1997/98 | Копетдаг        | Высшая лига | ?         | ?         |
| 1998/99 | Ниса (Ашхабад)  | Высшая лига | ?         | ?         |
| 2000    | Ниса (Ашхабад)  | Высшая лига | ?         | ?         |

## Достижения
Игрока
- Чемпион Туркменистана: 1992, 1993, 1994, 1995, 1998, 1999
- Обладатель Кубка Туркменистана: 1993

Тренера
- Чемпион Туркменистана: 2001, 2003, 2007[13], 2008
- Обладатель Суперкубка Туркменистана: 2008[14]
- Победитель Кубка президента АФК: 2013[15]

## Награды
За заслуги со сборной Туркменистана попал в тройку лучших тренеров Азии по версии АФК